# 中村一氏
中村 一氏（なかむら かずうじ）は、戦国時代から安土桃山時代にかけての武将、大名。豊臣政権の三中老の一人。

## 経歴
出自については諸説ある（後述）。早くから織田氏の家臣であった羽柴秀吉（豊臣秀吉）に仕えた。天正元年（1573年）頃に秀吉より近江長浜のうち200石を拝領する。
秀吉の命を受け、石山合戦や天正10年（1582年）の山崎の戦いでの鉄砲隊指揮などで武功をたてる。天正11年（1583年）、賤ヶ岳の戦いに参戦した。同年、蜂屋頼隆の後任として和泉国岸和田城主となり3万石を拝領し、和泉国衆を傘下に、大坂の防衛および来たるべき紀州攻めに備える役割を与えられた。和泉国はいまだ秀吉政権に服属しておらず、紀州の根来衆や本願寺残党勢力により各地を支配され、緊張状態が続いていた。
天正12年（1584年）、正月一日早々から紀州勢により岸和田城への襲撃が行われ、その後も大坂を狙った攻撃が相次ぐが、一氏らはそれらを撃退した。3月22日から大坂および岸和田城下に紀州勢の猛攻を受けるも（同月21日に徳川家康を相手とした小牧・長久手の戦いのために秀吉軍主力が尾張へ向けて出陣した間隙をぬったものであり、秀吉は一旦大坂に引き返すなどの苦戦を強いられている）、一氏は劣勢ながら岸和田城を守り切り、翌天正13年（1585年）の反転攻勢においても主導的役割を果たした（秀吉の紀州征伐、千石堀城の項目を参照）。
天正13年（1585年）近江国水口岡山城主になり6万石を拝領、従五位下式部少輔に叙任された。天正18年（1590年）の小田原征伐においては羽柴秀次隊の先鋒を務め、ほぼ単独で松田康長の守る山中城の主要部分を攻略。この功により戦後、関東に移封となった家康の抑えとして駿河府中14万石を拝領する。また、文禄4年（1595年）駿河直領（蔵入地）の代官として駿河一国を任され、慶長3年（1598年）三中老の一人に任命された。しかし三中老は後世に作られた実在しない制度とする指摘もある。
慶長5年（1600年）関ヶ原の戦いでは東軍に属すが、合戦前の7月17日（8月25日）に病死。戒名は大竜院殿一源心公大禅定門。墓は静岡市の臨済寺にある。
合戦には弟の中村一栄や、家督を継いだ長男の中村一忠が出陣し、美濃で戦った。戦後、その戦功によって伯耆一国米子城17万5,000石および国持大名の格式を与えられたが、慶長14年（1609年）に一忠が急死。跡継ぎのいなかった中村家は断絶。江戸幕府により改易された。

## その他
- 岸和田城主時代の天正12年（1584年）、雑賀・根来衆に攻められ、居城岸和田城が落城寸前に追い込まれた（岸和田合戦）際、大蛸に乗った僧と数千の蛸に城を救われたという伝説（蛸地蔵伝説）がある。

## 出自について
- 近江源氏佐々木氏の族・山崎氏の余流、桓武平氏良文流、藤原氏流、橘氏流とする説があるが、正確には不明である。
- 『米子市史』には、数種類ある中村氏にみられるルーツ（源氏末裔、平氏末裔説など）は不確定的要素が多く、歴史的事実とみなすことはできないが、一忠の父・一氏以降の系譜は信頼性が高いとしている。
- 鳥取藩士中村家の末裔・義和所有の系図は、350年以上が経過していることが鑑定により明らかだが、一氏の父は吉一としており、系図には多くの文献で一氏の父とされている一政という名は見出せない。
- 『近江與地志略』には、「一氏は佐々木山崎の余流にして此の地多喜の産なり。」とある。
- 『駿国雑志』には「中村一氏は尾州中村（現・愛知県名古屋市中村区）の住人中村孫平次一政の子なり。本姓詳ならず」とある。
- 『滋賀県甲賀郡誌』には、「中村一氏は弥平次一政の子にして初め瀧孫平次と称し後、中村式部少輔とあらたむ。瀧村の人なり」とある

## 系譜
- 父：中村一政?
- 母：不詳
- 正室：池田せん（安養院、池田恒興娘）
- 男子：中村一忠（1590-1609）
米子藩初代藩主。
- 子：甚左衛門
細川藤孝に仕える。関ヶ原の戦いにおける田辺城の戦いでは、禁裏への使いという密命を受け田辺城を脱出した（「中村甚左衛門田辺御籠城御使者一件」参照）。
  - 孫：弥一
甚左衛門の子。細川忠興の命により「沢村」に改姓、細川家家老沢村大学一門と同様の処遇を受けた。
- 曾孫：正辰
熊本藩主加藤忠広に仕え500石、改易後に新藩主細川忠利に仕え1000石。
- 弟の孫：勘三郎
一氏の末弟・中村右近（蜂須賀家5000石）の孫。「東都劇場沿革誌料」などの史料によれば歌舞伎江戸三座の一つ中村座の座元・初代中村勘三郎と同一人物とする説もあるが明確ではない[8]。
- 弟：一栄
- 妹婿：横田村詮
- 沼間興清
主膳、父は沼間義清、母は中村一政の娘。正室は一氏の養女。
- 野一色助義
頼母助。父は野一色行久。正室は黒川盛治の娘。娘は一氏の養女。
- 志村資良
左衛門、加兵衛、父は志村資則、正室は一氏の姪の娘。関ヶ原では赤坂陣に参陣した。

## 家臣
- 朝倉在重
弥六郎、六兵衛、父は朝倉在重、正室は末高正長の娘。
- 大藪国安
新八、新右衛門。関ヶ原では大垣城寄手として曽根城陣に参陣。
- 小倉正能
安右衛門、父は小倉正勝。後年関ヶ原の戦功と中村家が徳川家の姻戚であった縁故から徳川秀忠に召し出され5000石を与えられた。
- 小倉正次
忠右衛門、父は小倉正能、正室は冷泉為益の娘。関ヶ原では大垣城寄手として曽根城陣に参陣。
- 河村吉綱
兵右衛門。子に河村秀久。
- 河村秀久
九郎右衛門、父は河村吉綱。
- 木村金右衛門

- 垂井昌次
兵左衛門。

## 関連作品
テレビドラマ
- 功名が辻（2006年、演：田村淳）